# Generoso Chapa Garza
Generoso Chapa Garza (Doctor González, Nuevo León; 17 de junio de 1901 - El Carmen, Nuevo León; 4 de junio de 1969) fue un abogado y político mexicano gobernador interino de Nuevo León y posteriormente alcalde de la ciudad de Monterrey.

## Biografía
Nació en Doctor González, Nuevo León, el 17 de junio de 1901, siendo hijo de Encarnación Chapa Campos y de María del Refugio Garza González. Estudió en el Colegio Civil en Monterrey; obtuvo el título de abogado por la Universidad Nacional de México en 1927. Fue secretario del Tribunal Superior de Justicia en Nuevo León y juez de letras en el municipio de Doctor Arroyo. Fue oficial mayor y secretario general de gobierno hasta el 31 de diciembre de 1930. Fue gobernador interino de Nuevo León, del 2 al 12 de junio de 1929, por licencia concedida al lic. Aarón Sáenz; fue alcalde de Monterrey del 1 de enero de 1931 al 31 de diciembre de 1932 y diputado federal en 1933-34. Fue catedrático de la Escuela de Jurisprudencia de Nuevo León. El presidente Lázaro Cárdenas lo nombró magistrado fundador del Tribunal Fiscal de la Federación, cargo que desempeñó desde 1936 hasta su muerte. Presidió dicho tribunal desde 1954 hasta 1961. Murió en un accidente aéreo en la Sierra del Fraile, del municipio de El Carmen, el 4 de junio de 1969.